# Casa consistorial de Haro

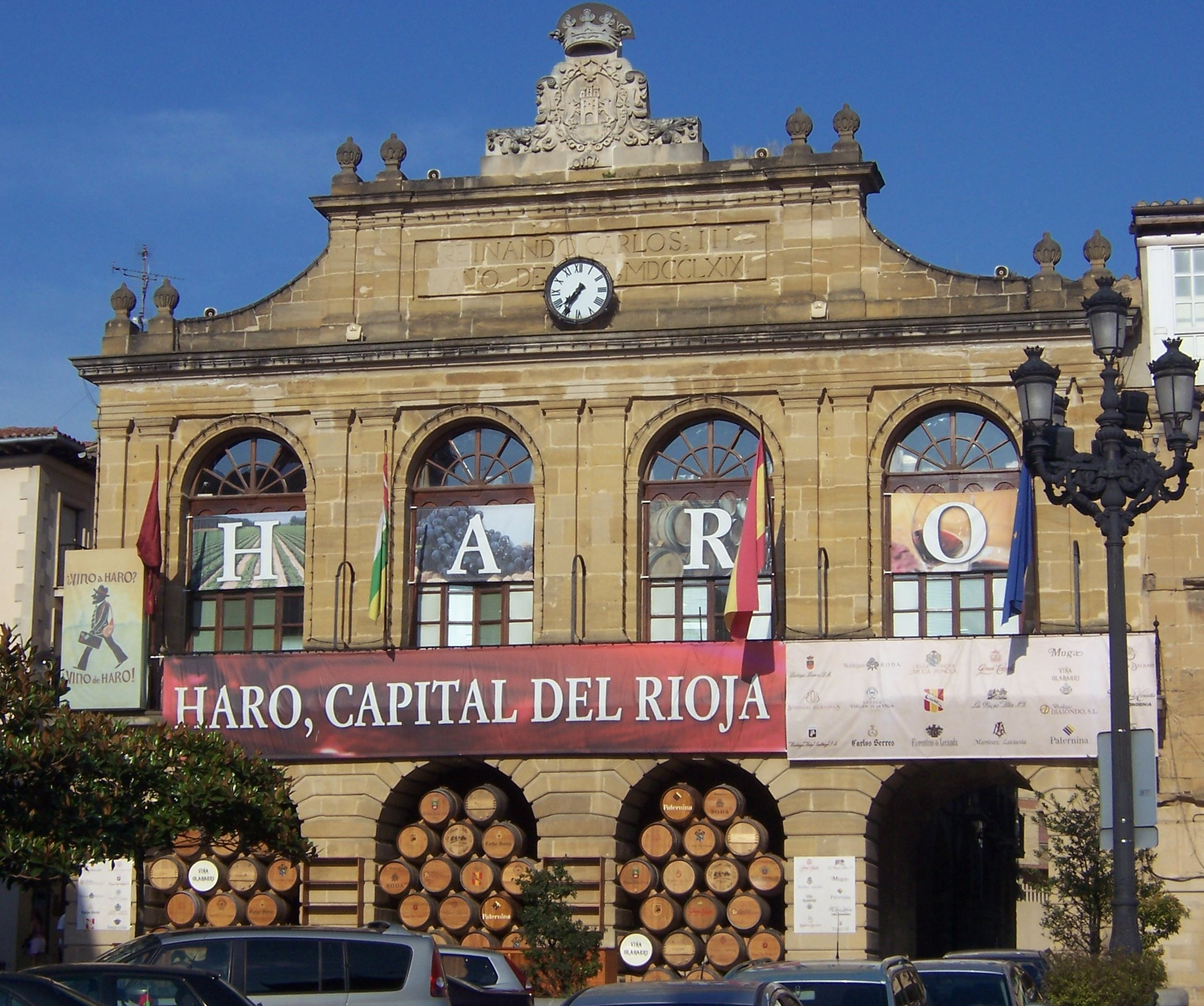
Ayuntamiento durante las fiestas de junio.

La casa consistorial de Haro (La Rioja, España), situado en la plaza de la Paz, n.º 1 es una construcción de estilo neoclásico del siglo XVIII.
En 1768 José de Ituño realizó el estudio para su construcción, siendo este revisado por Ventura Rodríguez (gran arquitecto español), presentando sus modificaciones el 17 de julio de 1769, con un coste estimado de 54.000 reales de vellón.
La construcción fue llevada a cabo por obra de Pedro Zalbide (maestro cantero de Haro). En 1775, Francisco Alejo de Aranguren es nombrado arquitecto para reconocimiento de las obras. Siendo entregada oficialmente la obra en 1778 tras la aprobación de Ventura Rodríguez.

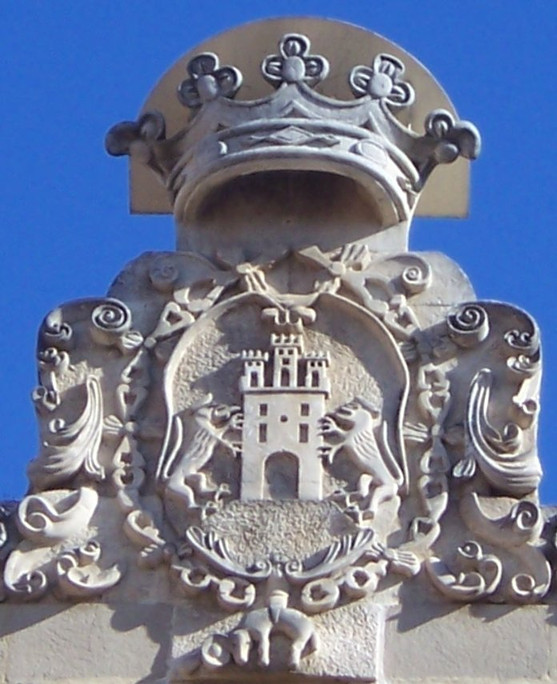
Detalle del escudo de la ciudad.

Está construido con piedra de sillería.
En lo alto de la pared frontal reza la inscripción:

REINANDO CARLOS III / AÑO DE MDCCLXIX" (Año de 1769).

En la fachada se encuentra el escudo de la ciudad, de estilo barroco.
En octubre de 1857 se colocó un reloj en lo alto de la fachada principal, siendo alcalde Prudencio Ruiz. A finales del siglo XX se le añadió un sistema de campanas que reproduce fragmentos de canciones típicas de la ciudad a las horas en punto.